# Centre de Glaces

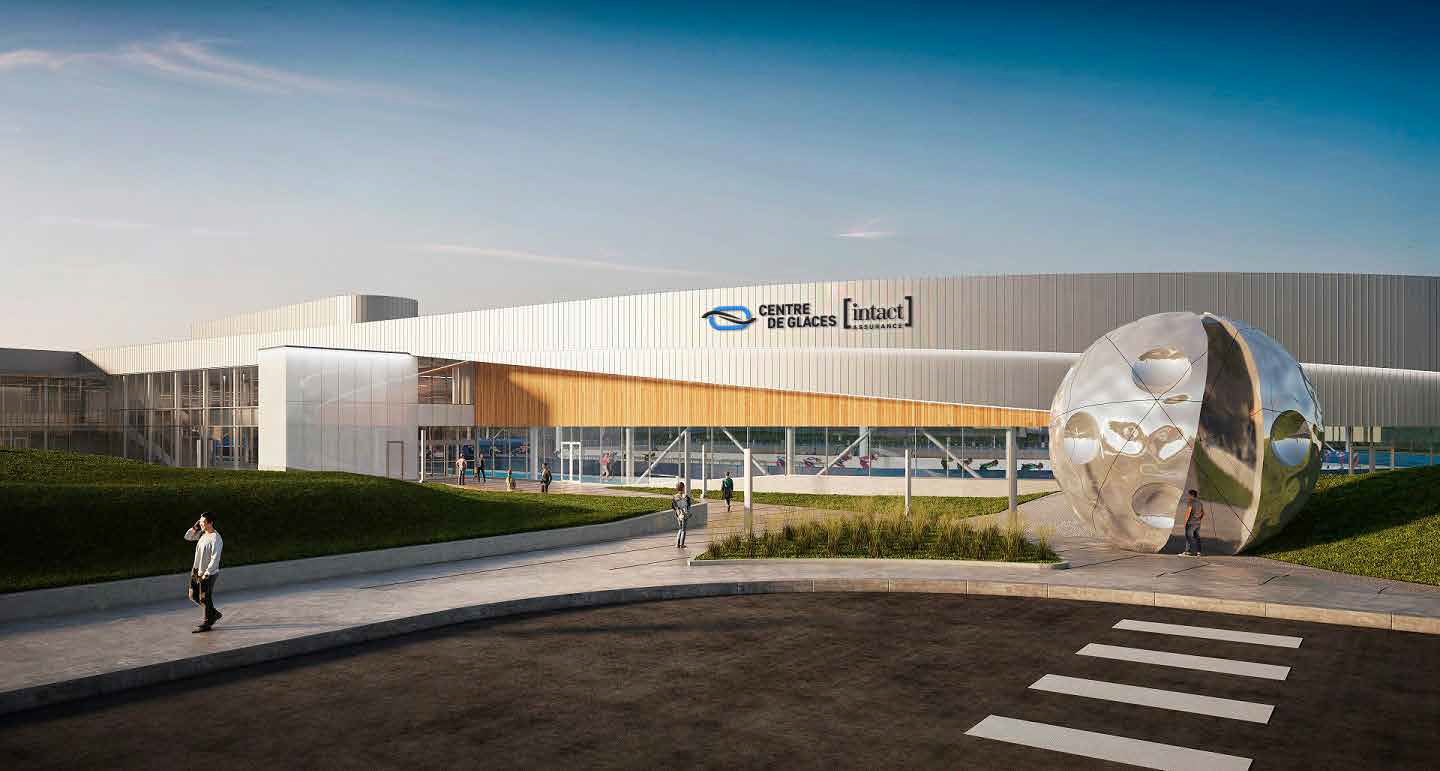

Ледовый центр Intact Assurance (ранее: Gaétan Boucher Oval) — это спортивный комплекс, специализирующийся на ледовых видах спорта, расположенный в Квебеке (Канада). Он состоит из ледового овала с дорожками длиной 400 м, в центре которого расположены два катка международного размера, один из которых предназначен для соревнований по шорт-треку, а другой - для хоккея с шайбой и фигурного катания. Ещё два катка североамериканских размеров находятся в передней части комплекса. Это один из крупнейших спортивных комплексов Канады площадью более 25 000 квадратных метров.
В 1972 году был построен каток с естественным льдом. Победа конькобежца из Квебека Гаэтана Буше на зимних Олимпийских играх 1980 года дали толчок для финансирования установки холодильной системы стоимостью 3,2 миллиона долларов. Работы были выполнены летом 1985 года. Каток был назван в честь олимпийского чемпиона 23 декабря 1985 года. Система охлаждения позволяла использовать его с середины ноября до середины марта.
Квебек официально объявляет о строительстве нового крытого комплекса 7 июля 2016 года. Бюджет был установлен в размере 68 миллионов долларов и финансировался городом и правительствами Квебека и Канады. В рамках нового спортивного комплекса ледяное кольцо сохранит название Гаэтан-Буше. С 23 июня 2021 года комплекс носит название «Ледовый центр Intact Assurance» (Centre de glaces Intact Assurance) после заключения соглашения о партнерстве с Intact Assurance сроком на 10 лет.

## Рекорды катка
| Мужчины          | Мужчины  | Мужчины                                                   | Мужчины    | Мужчины |
| Дистанция        | Время    | Конькобежец                                               | Дата       |         |
| ---------------- | -------- | --------------------------------------------------------- | ---------- | ------- |
| 500 м            | 34,36    | Джордан Штольц                                            | 4-02-2024  |         |
| 1000 м           | 1.07,94  | Лоран Дюбрёй                                              | 14-10-2022 |         |
| 1500 м           | 1.44,01  | Джордан Штольц                                            | 3-02-2024  |         |
| 3000 м           | 3.48,54  | Грэм Фиш                                                  | 8-10-2022  |         |
| 5000 м           | 6.13,87  | Тед-Ян Блумен                                             | 2-02-2024  |         |
| 10 000 м         | 12.51,77 | Тед-Ян Блумен                                             | 14-10-2022 |         |
| Командная гонка  | 3.47,17  | Республика Корея · Чон Чжэ Вон · Yang Ho-jun · Ум Чхон Хо | 4-12-2022  |         |
| Командный спринт | 1.18,71  | Польша · Марек Каниа · Пётр Михальский · Дамиан Журек     | 4-02-2024  |         |

| Женщины          | Женщины | Женщины                                                   | Женщины              | Женщины |
| Дистанция        | Время   | Конькобежка                                               | Дата                 |         |
| ---------------- | ------- | --------------------------------------------------------- | -------------------- | ------- |
| 500 м            | 37,69   | Ким Мин Сун                                               | 3-02-2024            |         |
| 1000 м           | 1.14,19 | Михо Такаги                                               | 2-02-2024            |         |
| 1500 м           | 1.55,50 | Ивани Блонден Йой Бёне                                    | 15-10-2022 4-02-2024 |         |
| 3000 м           | 4.00,20 | Изабель Вайдеман                                          | 13-10-2022           |         |
| 5000 м           | 6.48,58 | Изабель Вайдеман                                          | 14-10-2022           |         |
| Командная гонка  | 3.06,87 | Канада · Мэддисон Пирман · Беатрис Ламарш · Валери Мальте | 4-12-2022            |         |
| Командный спринт | 1.27,09 | Нидерланды · Маррит Фледдерус · Наоми Веркерк · Фемке Кок | 3-02-2024            |         |